# 虞丹
虞丹（1925年6月1日—2014年12月27日），原名钱廷玉，江苏常熟人。父亲为钱庄老板。1944年在苏州就读大学数学系。1945年4月到苏北加入新四军，1946年加入中国共产党。先在新四军文化工作团工作。1945年底随部队从山东渡海到东北。1947年进入东北民主联军《战士报》，任记者。因报导基层部队诉苦运动并在部队引起强烈反响。在国共军事力量在东北僵持阶段，中共军队的诉苦运动极大激发了部队的战斗力。虞丹也因此受到民主联军政治部表扬。1948年，新华社成立东北野战军总分社，虞丹成为该社记者。当时总分社记者有刘伯羽、华山、白刃、王晓旭、虞丹等8人。虞丹为唯一女性。1948年在决定整个东北局势的辽沈战役中的锦州战役，虞丹采写了《塔山十日》的报道，受到好评。1949年东北野战军入关，与华北野战军共同进行了平津战役。解放军攻克了天津，兵临北平城下，国民党北平最高长官傅作义与共产党签订了和平条约，使北平免于战火。虞丹先于解放军大部队进城前进入北平进行报导。在第四野战军到达武汉时，虞丹重回四野机关报《战士报》，并任编辑组组长。1955年军队在授衔前整编，绝大多数女军人转业。虞丹也转业调入广州日报。同年，随丈夫周洁夫调往北京，在人民文学出版社工作。1959年，协助国家卫生部副部长、总后卫生部副部长、中央领导人毛泽东等人的保健医生傅连暲出版了《在毛主席教导下》。
1964年底调回广州，先后担任羊城晚报副刊花地主编，广州日报副刊主编，南方日报党委常委、总编室主任、文艺部主编，广东省新闻工作者协会秘书长。虞丹创作过大量散文、杂文，出版长篇小说《姊妹双双泪》，曾是广东省作家协会常务理事。